# Horváti (Szlovákia)
Horváti (szlovákul Chorvatice) Kistompa településrésze, egykor önálló község Szlovákiában, a Nyitrai kerület Lévai járásában.

## Fekvése
Ipolyságtól 8 km-re északnyugatra, a Selmec patak bal partján fekszik.

## Története
A települést 1270-ben említik először, de ennél sokkal régebbi lehet. A falu feltételezések szerint a mai falutól keletre már a 11. században is létezett, sőt ekkor már temploma is állhatott. Nevét onnan kaphatta, hogy birtokosa horvát származású lehetett. Más feltételezés szerint első birtokosa a Horváthy család volt. Később helyi nemesek birtoka. A 18. században a Földváry, a 19. században a Majthényi és Ivánka családé. 1715-ben malma és 21 portája volt. 1828-ban 45 házában 272 lakos élt. Lakói főként mezőgazdaságból és szőlőtermesztésből éltek.
Vályi András szerint „HORVÁTI. Horvaticze. Magyar, és tót falu Hont Várm. földes Urai B. Hellenbach, Disznósi, Horváthi, és Földvári Urak, lakosai katolikusok, az Egegei parochiához tartozandó, fekszik a’ Selmetzi vízen túl, ’s nap kelet felé szomszédgya, nap nyugotról felső Szendrédhez 1/4 órányira, legelője elég, szőleje, gabona termő földje jó, és elég, melly két vetőre van fel osztva.”
Fényes Elek szerint „Horváthi, (Horvaticse), magyar falu, Honth vmegyében, Szalatnától délre 1/2 mfldnyire: 260 kath., 8 ev. lak. Szőlőhegy. Jó legelő és föld. Erdő. F. u. többen. Ut. p. Szántó.”
1910-ben 191, túlnyomórészt magyar lakosa volt. A trianoni békeszerződésig Hont vármegye Ipolysági járásához tartozott.

## Nevezetességei
- Mindenszentek tiszteletére szentelt, római katolikus temploma a 18. században épült.

## Híres emberek
- Itt született Simonyi Lajos festőművész, az Ipolysági Galéria névadója.

## Külső hivatkozások
- Kistompa községinfó
- Horváti  Szlovákia térképén